# Llista de topònims d'Aiguaviva
Llista de topònims (noms propis de lloc) del municipi d'Aiguaviva, al Gironès
Informació actualitzada per un bot. Els canvis manuals es perdran quan s'actualitzi!

## edifici
| imatge | Nom                 | Ubicat a  | instància de | Detalls                     | coordenades                                                | Protecció                                  | Commons (més fotos)     | Dades a WD                    |
| ------ | ------------------- | --------- | ------------ | --------------------------- | ---------------------------------------------------------- | ------------------------------------------ | ----------------------- | ----------------------------- |
|        | Comanda d'Aiguaviva | Aiguaviva | edifici      |                             | 41° 56′ 36″ N, 2° 47′ 12″ E / 41.94333611°N,2.78659444°E   |                                            |                         | Modifica les dades a Wikidata |
|        | la Rectoria         | Aiguaviva | edifici      | Estil: arquitectura popular | 41° 56′ 16″ N, 2° 45′ 42″ E / 41.9379°N,2.76172°E 155 msnm | bé integrant del patrimoni cultural català | La Rectoria d'Aiguaviva | Modifica les dades a Wikidata |

## entitat singular de població
| imatge | Nom        | Ubicat a  | instància de                                                                   | Detalls | coordenades                                                                  | Protecció | Commons (més fotos) | Dades a WD                    |
| ------ | ---------- | --------- | ------------------------------------------------------------------------------ | ------- | ---------------------------------------------------------------------------- | --------- | ------------------- | ----------------------------- |
|        | Aiguaviva  | Aiguaviva | entitat singular de població ens local històric de Catalunya capital municipal | 369 hab | 41° 56′ 18″ N, 2° 45′ 44″ E / 41.9384°N,2.76217°E 164 msnm                   |           |                     | Modifica les dades a Wikidata |
|        | Can Jordi  | Aiguaviva | entitat singular de població                                                   | 77 hab  | 41° 54′ 17″ N, 2° 47′ 02″ E / 41.904852°N,2.783921°E 131 msnm                |           |                     | Modifica les dades a Wikidata |
|        | Güell      | Aiguaviva | entitat singular de població                                                   | 42 hab  | 41° 56′ 14″ N, 2° 45′ 54″ E / 41.9371°N,2.7651°E 141 msnm                    |           |                     | Modifica les dades a Wikidata |
|        | Mas Aliu   | Aiguaviva | entitat singular de població                                                   | 134 hab | 41° 56′ 36″ N, 2° 46′ 28″ E / 41.9432372239771°N,2.77448636771259°E 114 msnm |           |                     | Modifica les dades a Wikidata |
|        | Masrocs    | Aiguaviva | entitat singular de població                                                   | 6 hab   | 41° 56′ 40″ N, 2° 46′ 02″ E / 41.94431°N,2.76729°E 150 msnm                  |           |                     | Modifica les dades a Wikidata |
|        | Migdia     | Aiguaviva | entitat singular de població                                                   | 63 hab  | 41° 55′ 24″ N, 2° 45′ 55″ E / 41.923416666667°N,2.7651666666667°E 151 msnm   |           |                     | Modifica les dades a Wikidata |
|        | Puigtorrat | Aiguaviva | entitat singular de població                                                   | 72 hab  | 41° 56′ 30″ N, 2° 46′ 27″ E / 41.941638888889°N,2.7741666666667°E 154 msnm   |           |                     | Modifica les dades a Wikidata |
|        | Rajoleries | Aiguaviva | entitat singular de població                                                   | 37 hab  | 41° 54′ 53″ N, 2° 45′ 40″ E / 41.9148247503277°N,2.7609974872627°E 155 msnm  |           |                     | Modifica les dades a Wikidata |

## església
| imatge | Nom                       | Ubicat a  | instància de | Detalls                     | coordenades                                                   | Protecció                                  | Commons (més fotos)               | Dades a WD                    |
| ------ | ------------------------- | --------- | ------------ | --------------------------- | ------------------------------------------------------------- | ------------------------------------------ | --------------------------------- | ----------------------------- |
|        | Sant Joan d'Aiguaviva     | Aiguaviva | església     |                             | 41° 56′ 18″ N, 2° 45′ 42″ E / 41.93843°N,2.761675°E           |                                            | Església de Sant Joan d'Aiguaviva | Modifica les dades a Wikidata |
|        | Santa Maria de Vilademany | Aiguaviva | església     | Estil: arquitectura popular | 41° 55′ 10″ N, 2° 46′ 12″ E / 41.919457°N,2.769962°E 180 msnm | bé integrant del patrimoni cultural català | Santa Maria de Vilademany         | Modifica les dades a Wikidata |

## granja
| imatge | Nom                   | Ubicat a  | instància de | Detalls | coordenades                                                            | Protecció | Commons (més fotos) | Dades a WD                    |
| ------ | --------------------- | --------- | ------------ | ------- | ---------------------------------------------------------------------- | --------- | ------------------- | ----------------------------- |
|        | Granges de Can Mau    | Aiguaviva | granja       |         | 41° 56′ 14″ N, 2° 45′ 57″ E / 41.9371983462533°N,2.7657391120707°E     |           |                     | Modifica les dades a Wikidata |
|        | Granja Isern          | Aiguaviva | granja       |         | 41° 55′ 46″ N, 2° 46′ 01″ E / 41.929419013859°N,2.76697371575748°E     |           |                     | Modifica les dades a Wikidata |
|        | Granja Ribera         | Aiguaviva | granja       |         | 41° 55′ 39″ N, 2° 46′ 19″ E / 41.9276098035241°N,2.77203388153612°E    |           |                     | Modifica les dades a Wikidata |
|        | Granja d'en Carbonell | Aiguaviva | granja       |         | 41° 56′ 28″ N, 2° 47′ 15″ E / 41.941104780233°N,2.78760818018546°E     |           |                     | Modifica les dades a Wikidata |
|        | Granja d'en Freser    | Aiguaviva | granja       |         | 41° 55′ 26″ N, 2° 45′ 52″ E / 41.9239915111635°N,2.76431606321968°E    |           |                     | Modifica les dades a Wikidata |
|        | Granja de la Capella  | Aiguaviva | granja       |         | 41° 55′ 05″ N, 2° 46′ 13″ E / 41.918038°N,2.770314°E 128 msnm          |           |                     | Modifica les dades a Wikidata |
|        | L'Aulet               | Aiguaviva | granja       |         | 41° 55′ 23″ N, 2° 45′ 48″ E / 41.92317916485992°N,2.7632331848144536°E |           |                     | Modifica les dades a Wikidata |

## jaciment arqueològic
| imatge | Nom              | Ubicat a                       | instància de         | Detalls | coordenades                                          | Protecció                                  | Commons (més fotos) | Dades a WD                    |
| ------ | ---------------- | ------------------------------ | -------------------- | ------- | ---------------------------------------------------- | ------------------------------------------ | ------------------- | ----------------------------- |
|        | Camps d'en Nadal | Fornells de la Selva Aiguaviva | jaciment arqueològic |         | 41° 56′ 10″ N, 2° 47′ 37″ E / 41.935993°N,2.793579°E | bé integrant del patrimoni cultural català |                     | Modifica les dades a Wikidata |
|        | Sant Roc         | Aiguaviva                      | jaciment arqueològic |         | 41° 56′ 54″ N, 2° 45′ 55″ E / 41.948341°N,2.765319°E | bé integrant del patrimoni cultural català |                     | Modifica les dades a Wikidata |

## masia
| imatge | Nom                           | Ubicat a  | instància de | Detalls                                                               | coordenades                                                                    | Protecció                                            | Commons (més fotos)            | Dades a WD                    |
| ------ | ----------------------------- | --------- | ------------ | --------------------------------------------------------------------- | ------------------------------------------------------------------------------ | ---------------------------------------------------- | ------------------------------ | ----------------------------- |
|        | Ca l'Argueda                  | Aiguaviva | masia        |                                                                       | 41° 55′ 24″ N, 2° 46′ 50″ E / 41.9232583187128°N,2.78066037958947°E            |                                                      |                                | Modifica les dades a Wikidata |
|        | Ca n'Amat                     | Aiguaviva | masia        |                                                                       | 41° 56′ 26″ N, 2° 46′ 48″ E / 41.9404600940737°N,2.78005858318099°E            |                                                      |                                | Modifica les dades a Wikidata |
|        | Ca n'Arbres                   | Aiguaviva | masia        |                                                                       | 41° 55′ 47″ N, 2° 45′ 54″ E / 41.9297844300928°N,2.76507873610197°E            |                                                      |                                | Modifica les dades a Wikidata |
|        | Cal Bonet                     | Aiguaviva | masia        |                                                                       | 41° 54′ 43″ N, 2° 47′ 33″ E / 41.9120036108257°N,2.79238323025514°E            |                                                      |                                | Modifica les dades a Wikidata |
|        | Cal Corbó                     | Aiguaviva | masia        |                                                                       | 41° 56′ 38″ N, 2° 46′ 05″ E / 41.9438140298731°N,2.76806739764207°E            |                                                      |                                | Modifica les dades a Wikidata |
|        | Cal Rajoler                   | Aiguaviva | masia        |                                                                       | 41° 56′ 43″ N, 2° 47′ 10″ E / 41.9454161649853°N,2.78607375553651°E            |                                                      |                                | Modifica les dades a Wikidata |
|        | Cal Rector Nou                | Aiguaviva | masia        |                                                                       | 41° 54′ 37″ N, 2° 46′ 15″ E / 41.9102601409672°N,2.77073309146732°E            |                                                      |                                | Modifica les dades a Wikidata |
|        | Can Barba                     | Aiguaviva | masia        |                                                                       | 41° 54′ 40″ N, 2° 47′ 33″ E / 41.9111033718081°N,2.79262730642949°E            |                                                      |                                | Modifica les dades a Wikidata |
|        | Can Barniol                   | Aiguaviva | masia        |                                                                       | 41° 56′ 12″ N, 2° 45′ 52″ E / 41.9366465448973°N,2.76457104410648°E            |                                                      |                                | Modifica les dades a Wikidata |
|        | Can Boada                     | Aiguaviva | masia        |                                                                       | 41° 55′ 40″ N, 2° 46′ 41″ E / 41.9277294184593°N,2.77791926131004°E            |                                                      |                                | Modifica les dades a Wikidata |
|        | Can Bonet Nou                 | Aiguaviva | masia        |                                                                       | 41° 55′ 07″ N, 2° 47′ 25″ E / 41.9185836595837°N,2.79022739761381°E            |                                                      |                                | Modifica les dades a Wikidata |
|        | Can Camps                     | Aiguaviva | masia        |                                                                       | 41° 56′ 14″ N, 2° 45′ 08″ E / 41.9371432274731°N,2.75234955115486°E            |                                                      |                                | Modifica les dades a Wikidata |
|        | Can Cantalosella              | Aiguaviva | masia        |                                                                       | 41° 56′ 01″ N, 2° 46′ 32″ E / 41.93370389°N,2.77566389°E                       |                                                      |                                | Modifica les dades a Wikidata |
|        | Can Carreter Vinyoles         | Aiguaviva | masia        | Estil: arquitectura popular 18th century                              | 41° 54′ 30″ N, 2° 46′ 10″ E / 41.9082°N,2.7695°E 138 msnm                      | bé integrant del patrimoni cultural català           | Can Carreter Vinyoles          | Modifica les dades a Wikidata |
|        | Can Caseta                    | Aiguaviva | masia        |                                                                       | 41° 54′ 56″ N, 2° 46′ 11″ E / 41.915627°N,2.769853°E 121 msnm                  |                                                      |                                | Modifica les dades a Wikidata |
|        | Can Corretger                 | Aiguaviva | masia        | Estil: arquitectura popular                                           | 41° 56′ 01″ N, 2° 47′ 06″ E / 41.9335°N,2.78509°E                              | bé integrant del patrimoni cultural català           |                                | Modifica les dades a Wikidata |
|        | Can Daniel                    | Aiguaviva | masia        | Estil: arquitectura popular                                           | 41° 55′ 10″ N, 2° 46′ 34″ E / 41.9194°N,2.77604°E                              | bé integrant del patrimoni cultural català           |                                | Modifica les dades a Wikidata |
|        | Can Duc                       | Aiguaviva | masia        | Estil: arquitectura popular                                           | 41° 56′ 12″ N, 2° 45′ 39″ E / 41.9368°N,2.76078°E                              | bé integrant del patrimoni cultural català           |                                | Modifica les dades a Wikidata |
|        | Can Freser                    | Aiguaviva | masia        |                                                                       | 41° 55′ 25″ N, 2° 45′ 56″ E / 41.923483°N,2.765443°E 152 msnm                  |                                                      |                                | Modifica les dades a Wikidata |
|        | Can Garrofa                   | Aiguaviva | masia        | Estil: arquitectura popular                                           | 41° 56′ 08″ N, 2° 47′ 10″ E / 41.9355°N,2.78602°E 123 msnm                     | bé integrant del patrimoni cultural català           | Can Garrofa (Aiguaviva)        | Modifica les dades a Wikidata |
|        | Can Garsa                     | Aiguaviva | masia        |                                                                       | 41° 54′ 51″ N, 2° 46′ 23″ E / 41.9141015612984°N,2.7730104615514°E             |                                                      |                                | Modifica les dades a Wikidata |
|        | Can Gelats                    | Aiguaviva | masia        |                                                                       | 41° 55′ 26″ N, 2° 47′ 16″ E / 41.9238213455397°N,2.78790671671518°E            |                                                      |                                | Modifica les dades a Wikidata |
|        | Can General                   | Aiguaviva | masia        |                                                                       | 41° 54′ 57″ N, 2° 46′ 12″ E / 41.9158518989296°N,2.77000160827152°E            |                                                      |                                | Modifica les dades a Wikidata |
|        | Can Gibert                    | Aiguaviva | masia        | Estil: arquitectura popular                                           | 41° 55′ 50″ N, 2° 46′ 58″ E / 41.9306°N,2.78275°E 130 msnm                     | bé integrant del patrimoni cultural català           | Can Gibert (Aiguaviva)         | Modifica les dades a Wikidata |
|        | Can Gobau                     | Aiguaviva | masia        |                                                                       | 41° 56′ 44″ N, 2° 45′ 50″ E / 41.9455435629439°N,2.76376619103811°E            |                                                      |                                | Modifica les dades a Wikidata |
|        | Can Guinau                    | Aiguaviva | masia        | Estil: arquitectura popular                                           | 41° 55′ 16″ N, 2° 45′ 53″ E / 41.9212°N,2.76468°E                              | bé integrant del patrimoni cultural català           |                                | Modifica les dades a Wikidata |
|        | Can Gómez                     | Aiguaviva | masia        |                                                                       | 41° 55′ 44″ N, 2° 46′ 18″ E / 41.9289692415382°N,2.77173957013488°E            |                                                      |                                | Modifica les dades a Wikidata |
|        | Can Jaques                    | Aiguaviva | masia        |                                                                       | 41° 56′ 08″ N, 2° 45′ 50″ E / 41.9355283032667°N,2.76388759163332°E            |                                                      |                                | Modifica les dades a Wikidata |
|        | Can Jaques Nou                | Aiguaviva | masia        |                                                                       | 41° 55′ 58″ N, 2° 45′ 55″ E / 41.932766338339°N,2.76540553124169°E             |                                                      |                                | Modifica les dades a Wikidata |
|        | Can Jeroni                    | Aiguaviva | masia        |                                                                       | 41° 56′ 23″ N, 2° 46′ 41″ E / 41.9398256321656°N,2.77798586605601°E            |                                                      |                                | Modifica les dades a Wikidata |
|        | Can Llobet                    | Aiguaviva | masia        |                                                                       | 41° 55′ 21″ N, 2° 45′ 28″ E / 41.92248466641899°N,2.757654190063477°E 152 msnm |                                                      |                                | Modifica les dades a Wikidata |
|        | Can Magre                     | Aiguaviva | masia        |                                                                       | 41° 56′ 46″ N, 2° 45′ 23″ E / 41.9459876538338°N,2.75646551917445°E            |                                                      |                                | Modifica les dades a Wikidata |
|        | Can Mateu Nou                 | Aiguaviva | masia        |                                                                       | 41° 54′ 51″ N, 2° 46′ 22″ E / 41.914144°N,2.772846°E 128 msnm                  |                                                      |                                | Modifica les dades a Wikidata |
|        | Can Mateu Vell                | Aiguaviva | masia        |                                                                       | 41° 55′ 01″ N, 2° 46′ 37″ E / 41.917009221566°N,2.77682287987566°E             |                                                      |                                | Modifica les dades a Wikidata |
|        | Can Mestres                   | Aiguaviva | masia        |                                                                       | 41° 54′ 36″ N, 2° 46′ 04″ E / 41.9100830037908°N,2.76774340227366°E            |                                                      |                                | Modifica les dades a Wikidata |
|        | Can Met                       | Aiguaviva | masia        |                                                                       | 41° 56′ 10″ N, 2° 45′ 51″ E / 41.9362315935983°N,2.76425894059493°E            |                                                      |                                | Modifica les dades a Wikidata |
|        | Can Mitjà                     | Aiguaviva | masia        |                                                                       | 41° 56′ 13″ N, 2° 44′ 58″ E / 41.9370020571045°N,2.74955152265628°E            |                                                      |                                | Modifica les dades a Wikidata |
|        | Can Moner                     | Aiguaviva | masia        |                                                                       | 41° 56′ 41″ N, 2° 46′ 01″ E / 41.9448476487506°N,2.76700199295901°E            |                                                      |                                | Modifica les dades a Wikidata |
|        | Can Muntaner                  | Aiguaviva | masia        |                                                                       | 41° 56′ 29″ N, 2° 46′ 15″ E / 41.9412794991092°N,2.77074264474763°E            |                                                      |                                | Modifica les dades a Wikidata |
|        | Can Norat                     | Aiguaviva | masia        |                                                                       | 41° 56′ 19″ N, 2° 46′ 27″ E / 41.9386292433567°N,2.77414187707306°E            |                                                      |                                | Modifica les dades a Wikidata |
|        | Can Nyapa                     | Aiguaviva | masia        |                                                                       | 41° 56′ 20″ N, 2° 46′ 01″ E / 41.9388488539601°N,2.7668549464243°E             |                                                      |                                | Modifica les dades a Wikidata |
|        | Can Parera                    | Aiguaviva | masia        | Estil: arquitectura popular 18th century                              | 41° 55′ 16″ N, 2° 45′ 33″ E / 41.9211°N,2.7591°E                               | bé integrant del patrimoni cultural català           | Can Parera (Aiguaviva)         | Modifica les dades a Wikidata |
|        | Can Pirrot                    | Aiguaviva | masia        |                                                                       | 41° 54′ 52″ N, 2° 45′ 47″ E / 41.9144238951146°N,2.76314540831322°E            |                                                      |                                | Modifica les dades a Wikidata |
|        | Can Pla                       | Aiguaviva | masia        |                                                                       | 41° 54′ 14″ N, 2° 46′ 48″ E / 41.9039827475582°N,2.78012353361641°E            |                                                      |                                | Modifica les dades a Wikidata |
|        | Can Pou                       | Aiguaviva | masia        |                                                                       | 41° 56′ 22″ N, 2° 47′ 06″ E / 41.9395598981601°N,2.78506794884865°E            |                                                      |                                | Modifica les dades a Wikidata |
|        | Can Puigverd                  | Aiguaviva | masia        |                                                                       | 41° 56′ 21″ N, 2° 46′ 05″ E / 41.9391124423305°N,2.76803618197932°E            |                                                      |                                | Modifica les dades a Wikidata |
|        | Can Rabasseda                 | Aiguaviva | masia        |                                                                       | 41° 56′ 20″ N, 2° 45′ 37″ E / 41.9389436734792°N,2.76041285813746°E            |                                                      |                                | Modifica les dades a Wikidata |
|        | Can Rector Vell               | Aiguaviva | masia        | Estil: arquitectura popular                                           | 41° 54′ 36″ N, 2° 46′ 15″ E / 41.9101°N,2.77077°E                              | bé integrant del patrimoni cultural català           |                                | Modifica les dades a Wikidata |
|        | Can Ros                       | Aiguaviva | masia        | Estil: arquitectura popular                                           | 41° 56′ 08″ N, 2° 45′ 25″ E / 41.9355°N,2.75693°E                              | bé integrant del patrimoni cultural català           |                                | Modifica les dades a Wikidata |
|        | Can Rusquer                   | Aiguaviva | masia        |                                                                       | 41° 56′ 39″ N, 2° 46′ 01″ E / 41.9441178872467°N,2.76689607243949°E            |                                                      |                                | Modifica les dades a Wikidata |
|        | Can Sagrera                   | Aiguaviva | masia        |                                                                       | 41° 56′ 14″ N, 2° 45′ 56″ E / 41.9372067865597°N,2.76546163535997°E            |                                                      |                                | Modifica les dades a Wikidata |
|        | Can Sureda                    | Aiguaviva | masia        |                                                                       | 41° 55′ 37″ N, 2° 46′ 24″ E / 41.9269819600107°N,2.77336281968002°E            |                                                      |                                | Modifica les dades a Wikidata |
|        | Can Talaia                    | Aiguaviva | masia        | Estil: arquitectura popular                                           | 41° 56′ 05″ N, 2° 45′ 00″ E / 41.9347°N,2.74995°E                              | bé integrant del patrimoni cultural català           |                                | Modifica les dades a Wikidata |
|        | Can Teranyina                 | Aiguaviva | masia        |                                                                       | 41° 55′ 56″ N, 2° 45′ 36″ E / 41.9322147186547°N,2.75997968811647°E            |                                                      |                                | Modifica les dades a Wikidata |
|        | Can Timbes                    | Aiguaviva | masia        |                                                                       | 41° 55′ 10″ N, 2° 45′ 40″ E / 41.91938727099586°N,2.7610659599304204°E         |                                                      |                                | Modifica les dades a Wikidata |
|        | Can Ventolà                   | Aiguaviva | masia        |                                                                       | 41° 55′ 15″ N, 2° 45′ 27″ E / 41.920928°N,2.75759°E 150 msnm                   |                                                      |                                | Modifica les dades a Wikidata |
|        | Can Vidalet                   | Aiguaviva | masia        |                                                                       | 41° 56′ 19″ N, 2° 46′ 49″ E / 41.9387220788648°N,2.78020931316386°E            |                                                      |                                | Modifica les dades a Wikidata |
|        | Can Villosa                   | Aiguaviva | masia        |                                                                       | 41° 56′ 49″ N, 2° 45′ 42″ E / 41.9469712859185°N,2.76166166211242°E            |                                                      |                                | Modifica les dades a Wikidata |
|        | Can Vinyes                    | Aiguaviva | masia        |                                                                       | 41° 55′ 37″ N, 2° 46′ 41″ E / 41.9269459509276°N,2.77798228315745°E            |                                                      |                                | Modifica les dades a Wikidata |
|        | Can Vinyoles                  | Aiguaviva | masia        |                                                                       | 41° 54′ 56″ N, 2° 47′ 22″ E / 41.9154927813246°N,2.78938134636932°E            |                                                      |                                | Modifica les dades a Wikidata |
|        | Can l'Isern                   | Aiguaviva | masia        | Estil: arquitectura popular                                           | 41° 55′ 43″ N, 2° 46′ 06″ E / 41.9286°N,2.768267°E 142 msnm                    | bé integrant del patrimoni cultural català           | Ca l'Isern (Aiguaviva)         | Modifica les dades a Wikidata |
|        | Casa dels Templers            | Aiguaviva | masia        | Estil: arquitectura del Renaixement arquitectura popular 16th century | 41° 56′ 36″ N, 2° 47′ 12″ E / 41.9434°N,2.78661°E 117 msnm                     | bé d'interès cultural bé cultural d'interès nacional | Casa dels Templers (Aiguaviva) | Modifica les dades a Wikidata |
|        | Llar Vidal                    | Aiguaviva | masia        |                                                                       | 41° 56′ 11″ N, 2° 45′ 27″ E / 41.9362986880806°N,2.75755183772901°E            |                                                      |                                | Modifica les dades a Wikidata |
|        | Mas Figueres                  | Aiguaviva | masia        | Estil: arquitectura popular                                           | 41° 55′ 00″ N, 2° 47′ 04″ E / 41.9166°N,2.78445°E                              | bé integrant del patrimoni cultural català           |                                | Modifica les dades a Wikidata |
|        | Mas Forroll                   | Aiguaviva | masia        |                                                                       | 41° 54′ 57″ N, 2° 45′ 39″ E / 41.9159412323969°N,2.76082449777418°E 160 msnm   |                                                      |                                | Modifica les dades a Wikidata |
|        | Mas Renart                    | Aiguaviva | masia        | Estil: arquitectura popular                                           | 41° 56′ 00″ N, 2° 47′ 04″ E / 41.9334°N,2.78452°E 118 msnm                     | bé integrant del patrimoni cultural català           | Mas Renart (Aiguaviva)         | Modifica les dades a Wikidata |
|        | Mas Ribera                    | Aiguaviva | masia        |                                                                       | 41° 55′ 41″ N, 2° 46′ 21″ E / 41.9281241188991°N,2.77250243537554°E            |                                                      |                                | Modifica les dades a Wikidata |
|        | Mas Torrent                   | Aiguaviva | masia        |                                                                       | 41° 55′ 53″ N, 2° 46′ 30″ E / 41.9314613549781°N,2.77490293355578°E            |                                                      |                                | Modifica les dades a Wikidata |
|        | Mas Vinyotes                  | Aiguaviva | masia        |                                                                       | 41° 54′ 45″ N, 2° 46′ 57″ E / 41.9125349934092°N,2.78263846869992°E            |                                                      |                                | Modifica les dades a Wikidata |
|        | Molí d'en Parera              | Aiguaviva | masia        | Estil: arquitectura popular                                           | 41° 55′ 06″ N, 2° 45′ 58″ E / 41.9182°N,2.766°E 123 msnm                       | bé integrant del patrimoni cultural català           | Molí d'en Parera               | Modifica les dades a Wikidata |
|        | la Badia                      | Aiguaviva | masia        | Estil: arquitectura popular                                           | 41° 55′ 02″ N, 2° 46′ 53″ E / 41.9172°N,2.78142°E 121 msnm                     | bé integrant del patrimoni cultural català           | La Badia (Aiguaviva)           | Modifica les dades a Wikidata |
|        | la Casilla                    | Aiguaviva | masia        |                                                                       | 41° 56′ 06″ N, 2° 45′ 14″ E / 41.9350479379937°N,2.75387752626104°E            |                                                      |                                | Modifica les dades a Wikidata |
|        | la Madrana                    | Aiguaviva | masia        | Estil: arquitectura popular                                           | 41° 56′ 34″ N, 2° 47′ 28″ E / 41.9427°N,2.79118°E 106 msnm                     | bé integrant del patrimoni cultural català           | La Madrana                     | Modifica les dades a Wikidata |
|        | la Moratona                   | Aiguaviva | masia        |                                                                       | 41° 56′ 14″ N, 2° 45′ 51″ E / 41.9371411455426°N,2.76419527668439°E            |                                                      |                                | Modifica les dades a Wikidata |
|        | les Cases Noves de Can Freser | Aiguaviva | masia        |                                                                       | 41° 56′ 03″ N, 2° 46′ 03″ E / 41.9342299364558°N,2.76761963132907°E            |                                                      |                                | Modifica les dades a Wikidata |

## polígon industrial
| imatge | Nom                                | Ubicat a  | instància de       | Detalls | coordenades                                                         | Protecció | Commons (més fotos) | Dades a WD                    |
| ------ | ---------------------------------- | --------- | ------------------ | ------- | ------------------------------------------------------------------- | --------- | ------------------- | ----------------------------- |
|        | Polígon industrial Can Garrofa     | Aiguaviva | polígon industrial |         | 41° 56′ 15″ N, 2° 47′ 02″ E / 41.9373688682393°N,2.78379663913169°E |           |                     | Modifica les dades a Wikidata |
|        | Polígon industrial Les Rajoleries  | Aiguaviva | polígon industrial |         | 41° 56′ 44″ N, 2° 47′ 10″ E / 41.9456145808212°N,2.78621786561052°E |           |                     | Modifica les dades a Wikidata |
|        | Polígon industrial Mas Aliu        | Aiguaviva | polígon industrial |         | 41° 56′ 44″ N, 2° 46′ 58″ E / 41.9455091907189°N,2.78285224215317°E |           |                     | Modifica les dades a Wikidata |
|        | Polígon industrial de la Casa Nova | Aiguaviva | polígon industrial |         | 41° 56′ 33″ N, 2° 46′ 52″ E / 41.9423983538582°N,2.78100496576153°E |           |                     | Modifica les dades a Wikidata |

## Misc
| imatge | Nom                    | Ubicat a                     | instància de      | Detalls                                  | coordenades                                                                                              | Protecció                                            | Commons (més fotos)               | Dades a WD                    |
| ------ | ---------------------- | ---------------------------- | ----------------- | ---------------------------------------- | --- | ---------------------------------------------------- | --------------------------------- | ----------------------------- |
|        | Ajuntament d'Aiguaviva | Aiguaviva                    | casa consistorial | Estil: arquitectura popular              | 41° 56′ 18″ N, 2° 45′ 43″ E / 41.9384°N,2.76195°E                                                        | bé integrant del patrimoni cultural català           | Casa Consistorial (Aiguaviva)     | Modifica les dades a Wikidata |
|        | Castell de Vilademany  | Aiguaviva                    | castell           | Estil: arquitectura popular              | 41° 54′ 56″ N, 2° 45′ 39″ E / 41.915638888888886°N,2.760888888888889°E                                   | bé d'interès cultural bé cultural d'interès nacional | Castell de Vilademany (Aiguaviva) | Modifica les dades a Wikidata |
|        | Cau del Grill          | Aiguaviva                    | nucli de població |                                          | 41° 56′ 03″ N, 2° 45′ 23″ E / 41.9342696042901°N,2.75634122935488°E                                      |                                                      |                                   | Modifica les dades a Wikidata |
|        | Güell                  | Aiguaviva Vilablareix Girona | curs d'aigua      | Desemboca: Ter Llarg: 13.5km             | 41° 56′ 17″ N, 2° 47′ 30″ E / 41.937917°N,2.791699°E 41° 59′ 10″ N, 2° 48′ 40″ E / 41.98611°N,2.811032°E |                                                      | Güell River                       | Modifica les dades a Wikidata |
|        | Pou de gel Masrocs     | Aiguaviva                    | pou de neu        | Estil: arquitectura popular 17th century | 41° 56′ 39″ N, 2° 45′ 29″ E / 41.9442°N,2.758019°E ca:Rira de Masrocs                                    | bé integrant del patrimoni cultural català           | Pou de gel Masrocs                | Modifica les dades a Wikidata |
|        | Sant Roc               | Vilablareix Aiguaviva        | muntanya          |                                          | 41° 56′ 55″ N, 2° 45′ 55″ E / 41.9485°N,2.76534°E 190.4 msnm                                             |                                                      |                                   | Modifica les dades a Wikidata |